# Voix chrétienne-démocrate
La Voix chrétienne-démocrate (en anglais : Christian Democratic Voice abrégé CDV) est un parti politique namibien. Il est fondé en 2000 et est officiellement enregistré auprès de la commission électorale en 2013. Il compte 8 000 membres,.
L'enregistrement du CDV en tant que parti politique est radié par la Commission électorale de la Namibie le 24 juin 2024, en même temps que celui des Combattants namibiens pour la liberté économique.

## Positionnement politique
La Voix chrétienne-démocrate trouve son principal soutien dans les chrétiens pentecôtistes et charismatiques. La CDV exige « que la Namibie soit déclarée État chrétien » et approuve le fait que des « dirigeants spirituels » sont nécessaires au parlement pour maintenir l'équilibre du pouvoir en Namibie.
Les sectes pentecôtistes et charismatiques en Namibie sont accusées d'exploiter des membres désespérés de la société namibienne. Le secrétaire général du parti Faustus Thomas, bien qu'il admette certains problèmes au sein de ces groupes, rejette le contrôle de ces organisations et insiste pour qu'elles aient le temps de se réglementer.
Le parti se considère comme le seul parti pro-vie en Namibie.

## Résultats électoraux

### Élections générales de 2019
Pour l'élection présidentielle et les élections législatives de 2019, le parti forme une coalition avec le Rassemblement pour la démocratie et le progrès. La CDV ne propose pas son propre candidat à la présidence.

### Élections législatives
| Année | Chef             | Voix  | %    | Rang | Élus   | +/- | Statut     |
| ----- | ---------------- | ----- | ---- | ---- | ------ | --- | ---------- |
| 2019  | Gotthard Kandume | 5 841 | 0,71 | 10e  | 1 / 96 | 1   | Opposition |